# Ілтутмиш
Шамс-уд-дін Ілтутмиш (хінді:अलतामश, д/н —1 травня 1236) — 3-й правитель Делійського султанату у 1211–1236 роках.

## Життєпис
Про місця народження та батьків немає ніякої згадки. Був рабом (гулямом) султана Кутб ад-Дін Айбека. Добре проявив себе під час його походів на півдні Індії. Завдяки цьому отримав посаду намісника м. Бадаун (сучасний штат Уттар-Прадеш) та став зятем султана.
Після смерті у 1210 році Айбека його спадкоємцем став син Арам Шах, який зійшов на трон в Лахорі. Втім проти цього виступила тюркська знать, яка запросила до Делі Ілтутмиша. Зрештою той у 1211 році зайняв Делі, а згодом розбив Алам Шаха, після чого став новим султаном Делі.
З самого початку правління Ілтутмиш зіткнувся з численними ворогами: Гуридами, посталими маліками (намісниками провінцій) у сучасних Біхарі та Бенгалії, Пенджабі та Малві. У цей же час відвоювали свої володіння раджпути з клану Чаухан.
Спочатку у 1215–1217 роках він розбив Насир-уд-діна та Тадж-уд-діна, військовиків династії Гуридів. Водночас його еміри підкорили владі Ілтутмиша середню частину Гангської долини. Втім уже в 1221–1222 роках він зіткнувся з монгольською загрозою. Не маючи можливості їй протидіяти, Ілтутмиш відмовився надати допомогу хорезмському військовику Джелал-ад-діну Макбурні, ворогу Чингісхана. Завдяки цьому вдалося укласти тимчасовий мир з монголами.
Для розширення своєї підтримки серед різних тюркських племен Ілтутмиш впровадив систему ікт, щось на кшталт європейського феода. 
Ілтутмиш більше опікувався зміцненням своєї влади в Індії. У 1222 році йому довелося придушити велике повстання індусів у районі Бенареса. У 1225–1227 роках підкорив Біхар й Бенглію, розбивши Іваза Хілджі.
У 1227 році, після смерті Чингісхана, Ілтутмиш вирішив перейти у наступ проти монголів та їхнього союзника Насир-уд-діна Гурида. Військам Делійського султанату вдалося захопити місто Мултан й остаточно підкорити собі Пенджаб, а потім оволодіти Сіндом.
Разом з цими військовими діями Ілтутмиш спрямував армії на підкорення раджпутів, які ще раніше поновили свою владу в Раджастхані та Гуджараті. Протягом 1226–1227 років він підкорив основні князівства Раджастхану. 
1231 року придушив Балка, сина Іваза Хілджі, в Бенгалії. остаточно зміцнивши там владу. У 1232 році захопив Удджайн та Малву, проте у Гуджараті зазнав поразки. Помер 1 травня 1236 року в Делі.

## Родина
- Насір-уд-дін Махмуд (д/н—1229), валі Бенгалії у 1227—1229 роках
- Рукн-уд-дін Фіруз (д/н—1236), султан Делі
- Разія Султан (д/н—1240), султанша Делі
- Муіз-уд-дін Бахрам (д/н—1242), султан Делі